# Seemannslos (1949)
Seemannslos (Originaltitel: Down to the Sea in Ships) ist ein US-amerikanischer Abenteuerfilm aus dem Jahr 1949 von Henry Hathaway mit Richard Widmark und Lionel Barrymore in den Hauptrollen. Der Film wurde von 20th Century Fox produziert.

## Handlung
Kapitän Bering Joy kommandiert 1887 den Walfänger The Pride of Bedford und kehrt nach erfolgreicher Jagd nach New Bedford zurück. Obwohl er eine Rekordmenge an Tran abliefert, wollen die Schiffseigner, Jason Briggs und Benjamin Harris, dass Joy sein Kommando abgibt. Joy übergibt das Schiff, um sich nun der Erziehung seines Enkels Jed zu widmen. Jeds Vater war ebenfalls Kapitän und kam bei einer Rettungsaktion für einen seiner Männer ums Leben. Beaufsichtigt von der Lehrerin Miss Hopkins und dem Schulleiter Andrew Bush nimmt Jed an der Abschlussprüfung teil, fällt aber durch. Bush, ehemaliger Seemann unter Bering Joy, unterstützt dessen Plan, Jed an Bord eines Walfängers zu nehmen und dort auszubilden.
Briggs und Harris stellen Joy den Ersten Maat Dan Lunceford vor, der später das Kommando übernehmen soll. Joy ist skeptisch gegenüber dem studierten Meeresbiologen, der keinerlei praktische Erfahrung hat. Dennoch nimmt er ihn mit an Bord und beauftragt ihn, Jed anzulernen und seine Studien zu überwachen. Lunceford ist Jed gegenüber streng und bürdet ihm viel zusätzliche Arbeit auf. Dennoch entsteht langsam eine Freundschaft zwischen dem Jungen und dem Maat. Lunceford legt jedoch Distanz zwischen sich und Jed, denn der Koch Slush Tubbs meint, dass Kapitän Joy durch den Jungen auflebe, aber auf die Vertrautheit zwischen Lunceford und Jed eifersüchtig sein könne.
Die Fahrt verläuft ereignislos. Erst in südamerikanischen Gewässern sichtet Jed im Ausguck eine Walherde. Drei Boote nehmen die Verfolgung eines Wales auf. Lunceford muss, nachdem sich Harpunier Britton verletzt hat, die Leine kappen. Eines der anderen Boote erlegt den Wal. Lunceford und Kapitän Joy entscheiden, dass Jed bei der nächsten Jagd dabei ist und im Boot von Thatch sitzt. Thatch nimmt Jed an Bord uns legt vom Schiff ab. Abends kommt Nebel auf und Thatch ist immer noch nicht zurück. Joy will das Leben seiner Leute nicht gefährden, doch Lunceford beginnt am Morgen auf eigene Faust eine Suchaktion. Thatch, Jed und die Mannschaft werden auf den Trümmern ihres Bootes gefunden.
Am nächsten Tag spricht Joy mit Lunceford. Als Mann sei er dankbar für Luncefords Initiative, als Kapitän muss er seine Subordination bestrafen und ihn am nächsten Hafen an Land setzen. Lunceford akzeptiert seine Strafe, doch Jed ist bestürzt und will seinen Großvater umstimmen oder auch an Land gesetzt werden. Joy schlägt seinen Enkel, weil er glaubt, er habe in seiner Erziehung und Ausbildung versagt.
Nach einiger Zeit auf See erkennt Joy, dass er zu krank ist und bittet Lunceford, das Kommando zu übernehmen. Der Schiffssanitäter Blair untersucht den Kapitän, Lunceford entscheidet, zum letzten Hafen zurückzukehren. Er klärt Jed währenddessen auf, dass sein Großvater ein guter Mann sei und die richtigen Entscheidungen für Schiff und Crew getroffen habe. Das Schiff gerät in dichten Nebel und kollidiert mit einem Eisberg. Lunceford hilft, das entstandene Leck abzulichten. Dabei gerät Britton zwischen die Schiffswand und den Eisberg. Zwar kann ihn Lunceford retten, doch Britton ist so schwer verletzt, dass er kurz darauf stirbt. Die Mannschaft steht kurz vor der Meuterei. Kapitän Joy kommt an Deck und kann durch seine Autorität die Männer beruhigen. Die Reparaturen werden erfolgreich durchgeführt.
Kapitän Joy liegt auf seinem Sterbebett und versöhnt sich mit Jed. Nach seinem Tod wird er auf offener See bestattet. Lunceford übernimmt das Kommando über das Schiff.

## Produktion
Gedreht wurde der Film vom 19. August bis zum 17. November 1948 bei Seal Beach sowie in den Fox-Studios in Century City.
Während bei Seal Beach einige der Walfangszenen gedreht wurden, entstand der größte Teil des Films im Studio. Dort wurde der Nachbau eines Walfängers auf eine hydraulische Bühne montiert, womit der Seegang simuliert wurde. Das Meer wurde im Hintergrund später eingefügt. Die Eisbergkollision wurde mit Miniaturen gefilmt.
In Vancouver wurden vier Tonnen Tran gekauft, mit Kühlwagen zum Studio gebracht und dort eingefroren, um es dann bei verschiedenen Szenen zu verwenden.

## Stab und Besetzung
Lyle R. Wheeler und Ben Hayne waren die Art Directors, Thomas Little und Walter M. Scott die Szenenbildner. Roger Heman sr. und W. D. Flick waren für den Ton verantwortlich, Fred Sersen und Ray Kellogg für die Spezialeffekte. Cyril J. Mockridge und Edward Powell arrangierten den Soundtrack für das Orchester.
In kleinen nicht im Abspann erwähnten Nebenrollen traten Dorothy Adams (als Miss Hopkins), Robert Adler, Arthur Hohl (in seiner letzten Filmrolle als Blair) und Minerva Urecal auf.

## Synchronisation
Die deutsche Synchronfassung wurde von der Ultra-Film Synchron GmbH in München unter der Dialogregie von Alfred Vohrer angefertigt. Das Dialogbuch schrieb Bertha Gunderloh.
| Rolle             | Schauspieler     | Deutscher Synchronsprecher |
| ----------------- | ---------------- | -------------------------- |
| 1.M Dan Lunceford | Richard Widmark  | Wolfgang Preiss            |
| Kapitän Joy       | Lionel Barrymore | Otto Wernicke              |
| Jed Joy           | Dean Stockwell   | Axel Jahn                  |
| Slush Tubbs       | Cecil Kellaway   | Rudolf Reif                |
| Andrew Bush       | Gene Lockhart    | Anton Reimer               |
| Thatch            | John McIntire    | Werner Lieven              |
| Kapitän Briggs    | Paul Harvey      | Walter Holten              |
| Luke Sewell       | Jay C. Flippen   | Wolfgang Eichberger        |
| Ms Hopkins        | Dorothy Adams    | Edith Schultze-Westrum     |

Anmerkung: Die kursiv geschriebenen Namen sind Rollen und Darsteller, die nicht im Abspann erwähnt wurden.

## Veröffentlichung
Die Premiere des Films fand am 22. Februar 1949 in New York statt. In der Bundesrepublik Deutschland kam er am 11. August 1950 in die Kinos, in Österreich 14 Tage später.

## Kritiken
Das Lexikon des internationalen Films schrieb: „In die spannende, auch psychologisch gut motivierte Handlung sind halbdokumentarische Elemente (Bordleben, Walfang, etc.) integriert. Romantisierende Unterhaltung, die wirkungsvoll zwischen Spannung und Humor wechselt.“
Der Kritiker der The New York Times befand, der Film sei anfangs langsam und zuckersüß. Sobald es aber zum Walfang aufs Meer geht, nehme der Film an Tempo, Spannung und Interesse auf.
Die Variety beschrieb den Film als langatmige Saga über frühe Walfänger, wobei der Schwerpunkt eher auf der Charakterstudie als auf Action liege.
Elsa Branden vom britischen Magazin Photoplay nannte das Werk einen Wal von Film, kräftig und sehr bewegend.
Der Kritiker des TV Guide urteilte, dass solide Darstellungen aller Beteiligten den Film zu einem liebenswerten und ergreifenden Märchen mit viel Action mache.